# 甘孜沙参
甘孜沙参（学名：Adenophora jasionifolia）为桔梗科沙参属的植物，为中国的特有植物。分布于中国大陆的西藏、云南、四川等地，生长于海拔3,500米至4,700米的地区，一般生于草地以及林缘草丛中，目前尚未由人工引种栽培。

## 别名
阿墩沙参、小钟沙参